# Double Fantasy
Double Fantasy es el séptimo y último álbum de estudio por el músico británico John Lennon con su esposa, Yoko Ono, lanzado por Geffen Records el 17 de noviembre de 1980, semanas antes de su fallecimiento de Lennon. Supuso el último álbum autorizado por Lennon antes de su muerte.
John Lennon le autografió un ejemplar de este disco a Mark David Chapman el día en que este lo asesinó, el 8 de diciembre de 1980. Ese disco fue el último autógrafo que dio John Lennon y fue subastado en el año 2006 alcanzando un precio de 525 000 dólares, convirtiéndolo así en el álbum más caro en la historia.
El disco, aún sin datos oficiales en ventas, ha vendido más de 8 millones de copias a nivel mundial, de las cuales 3 millones de copias fueron vendidas en Estados Unidos (triple platino), y 0,3 millones de copias vendidas en su país natal, Reino Unido (platino).
Desde entonces, se ha publicado remasterizado en 2000 y finalmente el 5 de octubre de 2010, con versiones alternativas en el disco llamado Double Fantasy Stripped Down Mixes.

## Historia

### Sesiones de grabación
Con el nacimiento de su hijo Sean en 1975, Lennon dejaría de lado su carrera musical para ver crecer a su hijo y para retomar su relación perdida con Julian. En el verano de 1980, tanto Lennon como Ono se sentirían con fuerzas suficientes para volver al trabajo y comenzar a componer.
Tras cinco años de inactividad musical y alejado de los estudios de grabación, Lennon estaba en su máximo momento de creatividad. Por otra parte, había cumplido su sueño de aprender a navegar, llegando a realizar su recién adquirida experiencia viajando en barco a las Islas Bermudas acompañado de un personal reducido. Una vez en Bermuda, comenzó a escribir las canciones que conformarían su nuevo álbum y a finalizar los demos que había grabado durante cinco años en su hogar de Nueva York.
Yoko Ono propondría al productor de Aerosmith Jack Douglas para trabajar en el futuro álbum de Lennon, dándole las grabaciones caseras para que las escuchara. "Mi inmediata impresión fue que iba a tener un tiempo difícil haciéndolo mejor que en los demos porque allí había mucha intimidad", relataría Douglas en 2005.
Lennon, Ono y Douglas produjeron docenas de canciones a comienzos de agosto, suficientes para llenar el hueco de Double Fantasy e incluso de futuros proyectos: un segundo álbum, Milk and Honey, entraría en la fase de ensayos cuando Lennon fue asesinado en diciembre.
Lennon y Ono decidirían finalmente publicar sus canciones de forma conjunta en un álbum por primera vez desde el controvertido álbum de 1972 Some Time in New York City. Subtitulado A Heart Play, Double Fantasy supondría una colección de canciones en la que John y Yoko cantarían el uno para el otro. 
Fichado por David Geffen para su nuevo sello discográfico, Geffen, junto a Elton John y Donna Summer, Double Fantasy sería precedido por el sencillo "(Just Like) Starting Over", que entraría entre los primeros cinco puestos de las listas de éxitos. El álbum en sí fue recibido con mucho interés, debido a su publicación tras un periodo de descanso de cinco años en la carrera musical de Lennon. Aun así, las ventas no fueron del todo generosas. El álbum debutó en el puesto #27 en las listas británicas, alcanzando la siguiente semana el puesto #14, si bien posteriormente descendería hasta el #25 y al #46, haciendo del puesto #14 su posición más alta. En Estados Unidos, la situación fue similar: el álbum debutó en el puesto #21, ascendiendo pronto al puesto #12 y posteriormente al #11.

### Crimen y resultados
La noche del 8 de diciembre de 1980, Mark David Chapman disparó a John Lennon cinco veces a las puertas del edificio Dakota. Lennon fallecería aproximadamente veinte minutos más tarde. "La última vez que vi a Lennon tenía una increíble sonrisa en su cara", reconocería Jack Douglas al periodista Chris Hunt. "Era la noche que terminamos "Walking on Thin Ice". Estaba emocionado, al igual que Yoko, porque todos sabíamos que habíamos alcanzado lo que John quería hacer con ese tema. Le acompañé hasta el ascensor y le di las buenas noches. Cuarenta minutos después mi compañera vino al estudio, muy pálida". "Está en la radio", dijo. "Dispararon a John"."’
Con la pérdida de Lennon, Double Fantasy alcanzaría el puesto #1 en numerosos países, pasando del #11 a la primera posición en Estados Unidos y del #46 al #2 en el Reino Unido, en el cual se estancaría siete semanas antes de ascender al primer puesto. "(Just Like) Starting Over" también se convertiría en un éxito a nivel mundial, alzándose hasta el primer puesto de las listas, al igual que pasaría con otros álbumes de Lennon y The Beatles. Los siguientes sencillos extraídos del álbum, "Woman" y "Watching The Wheels", se convertirían también en éxitos.

### Edición 2000
Capitol Records lanzó una edición especial en formato de CD el 10 de octubre del año 2000, que conmemoró el que hubiese sido el 60 aniversario del nacimiento de Lennon, a casi 20 años de la salida del álbum. También para esa fecha fue reeditado el primer disco en solitario del músico, llamado John Lennon/Plastic Ono Band, publicado originalmente en 1970.
Double Fantasy fue remasterizado, con fotos inéditas y un bonus track hasta esa fecha no publicado, con la colaboración cercana de Yoko Ono. 
Los temas adicionales son el demo "Help Me to Help Myself" composición desconocida de Lennon que fue grabada y terminada apenas unas horas antes de su asesinato. Es un blues con él en piano y voz, al que se le hicieron arreglos musicales y coros posteriores.
El segundo tema es una nueva versión de  "Walking on Thin Ice" de Yoko, y finaliza con unas breves palabras de Lennon en un diálogo con ella. Estas fueron grabadas en Central Park en el 26 de noviembre y cercana a la edición del disco en 1980, ("Central Park Stroll") que dicen: 
"Well, here we are again. Just two average people strolling through the park" (Bien, aquí estamos otra vez. Apenas dos personas del promedio que dan un paseo a través del parque).

### Stripped Down Mixes
El 5 de octubre de 2010, Yoko Ono lanzó por tercera y última vez este disco, esta vez bajo el nombre de Double Fantasy Stripped Down Mixes en formato de dos CD: el número 1, una nueva mezcla de 2010, que retira gran parte de la posproducción de estudio y nos muestra despejadas y al frente la voz de Lennon y su guitarra. El disco número 2 es el álbum original de 1980. 
Según Yoko Ono, "Double Fantasy Stripped Down permite centrar la atención en la voz de John. La tecnología ha avanzado tanto que, en cambio, yo quería utilizar nuevas técnicas para enmarcar realmente estas increíbles canciones y la voz de John de la forma más sencilla posible. Despojando y simplificando de parte de los arreglos e instrumentaciones, el poder de las canciones brilla y trasluce con una mayor claridad.  Fue mientras trabajaba en la nueva versión de este álbum cuando me sentí más profundamente emocionada, ya que este fue el último álbum que publicó John antes de su muerte".
A cierta similitud con Let It Be… Naked de The Beatles (2003) en este trabajo se eliminaron la gran mayoría de arreglos musicales, coros y pistas de voz dobles realizadas en la producción de 1980, con la finalidad de que se escuchara la voz al natural de Lennon en primer plano y con el objeto de darle un sonido más básico y radicalmente distinto.
El mayor interés reside en los finales extendidos.Todas las canciones incluyen introducciones y codas que no se conocían en la versión editada y que, siendo divertidas, insisten en esa impresión de "live in the studio", Sin embargo, en algunas canciones no resultan tan evidentes la falta de instrumentación y mantienen cierta similitud a las publicadas previamente.
El disco contiene como un tema adicional, una nueva versión de "Every Man Has a Woman Who Loves Him", en la que John y Yoko interpretan la canción a dúo prácticamente a capela.
Stripped Down Mixes fue recibido con críticas variadas, entre mixtas a positivas.

## Fotografía de la portada
La foto de la cubierta del álbum fue obra del artista japonés Kishin Shinoyama. Se registró en una tarde de agosto en el Central Park de Nueva York tres meses antes de que el disco viera la luz. 
Está ubicada justo enfrente del hogar de John y Yoko en el edificio Dakota. Según su autor, la sesión fue muy espontánea y breve, a pesar de no estar familiarizado con ninguno de los dos. Había sólo unas pocas personas alrededor cuando la pareja se sentó en una banqueta junto a un estanque, con la puesta de sol del otoño al fondo. Una vez allí, les pidió que se besaran, a lo que accedieron. Como contraportada, se aprecia a ambos tomados de la mano saliendo del mismo edificio.
La foto originalmente fue captada a colores, pero por decisión de Ono se editó en blanco y negro. Según explicó ella en el artículo tributo Lennon Remembered publicado en la Rolling Stone de diciembre de 2010: "Pensé que sería reflejar la aspereza del álbum convirtiéndola en blanco y negro. Pensé que sería enviar el mensaje de que se trataba de un documental y no de una ficción. Pero `La vida es lo que te pasa mientras estás ocupado haciendo otros planes´, como dijo John. Cuando miro la cubierta ahora, me pregunto si no había más en la historia de lo que la convierte en blanco y negro que no estaba en mis cálculos".
Para 1984, fue utilizada otra foto muy similar de la misma sesión, pero esta vez a colores, para el póstumo y final Milk and Honey.
La edición especial de Double Fantasy Stripped Down Mixes presenta la misma portada y contraportada como dibujos en lápiz de las fotografías.
Yoko Ono y Shinoyama se volvieron a reunir hasta diciembre de 2010, en el mismo lugar para conmemorar los 30 años de la muerte de John Lennon y para una nueva sesión de fotos. 
El álbum Double Fantasy recibió un premio Grammy como Álbum del Año durante la 24.ª Entrega de los Premios Grammy en 1982 para el año 1981.

## Lista de canciones
1. "(Just Like) Starting Over" (John Lennon) - 3:56
2. "Kiss Kiss Kiss" (Yoko Ono) - 2:41
3. "Cleanup Time" (Lennon) - 3:00
4. "Give Me Something" (Ono) - 1:35
5. "I'm Losing You" (Lennon) - 4:00
6. "I'm Moving On" (Ono) - 2:20
7. "Beautiful Boy (Darling Boy)" (Lennon) - 4:05
8. "Watching the Wheels" (Lennon) - 3:31
9. "Yes I'm Your Angel" (Ono) - 3:08
10. "Woman" (Lennon) - 3:32
11. "Beautiful Boys" (Ono) - 2:55
12. "Dear Yoko" (Lennon) - 2:34
13. "Every Man Has A Woman Who Loves Him" (Ono) - 4:02
14. "Hard Times Are Over" (Ono) - 3:20

Temas extra
1. "Help Me to Help Myself" (Lennon) - 2:37
2. "Walking on Thin Ice" (Ono) - 6:00
3. "Central Park Stroll" (dialogue) - 0:17

## Intérpretes y créditos
- John Lennon: voz principal y armonías; guitarras rítmica y acústica; piano y teclados; producción y mezclas.
- Yoko Ono: voz y armonías; producción y mezclas.
- Earl Slick: guitarra solista.
- Hugh McCracken: guitarra solista.
- Tony Levin: bajo.
- George Small: teclados.
- Andy Newmark: batería.
- Arthur Jenkins Jr.: percusión.
- Ed Walsh: sintetizador y Oberheim
- Robert Greenidge: steel drum en "Beautiful Boy".
- Matthew Cunningham: dulcimer en "Watching The Wheels".

- Sección de vientos:

- Howard Johnson.
- Grant Hungerford.
- John Parran.
- Seldon Powell.
- George "Young" Opalisky.
- Roger Rosenberg.
- David Tofani.
- Ronald Tooley.

- Coros:

- Michelle Simpson.
- Cassandra Wooten.
- Cheryl Mason Jacks.
- Eric Troyer.
- Benny Cummings Singers.
- The Kings Temple Choir.

- Producción:

- Jack Douglas: producción y mezclas.
- Toshihiro Hamaya: asistente de producción.
- Lee DeCarlo: ingeniero de sonido.
- Julie Last: ingeniero de sonido asistente.
- Jon Smith: ingeniero de sonido asistente.
- James A. Ball: ingeniero de sonido asistente.
- George Marino: remasterización.
- Anthony Davilio: asociado musical.
- Christopher Whorf: diseño del álbum.
- Kishin Shinoyama: fotografía de portada.
- Bob Gruen: fotografía.
- Nishi F Saimaru: fotografía.
- David Spindel: fotografía.
- Lilo Raymond: fotografía.

## Miscelánea
- En 1989, Double Fantasy alcanzaría el puesto #29 de la lista de los 100 mejores álbumes de los 80, elaborada por la revista musical Rolling Stone.
- El 24 de febrero de 1982, Double Fantasy ganó el Premio Grammy al Mejor Álbum del Año.
- En 1989, EMI adquirió los derechos de distribución de Double Fantasy
- En 2000, Yoko Ono revisó la remezcla de Double Fantasy para su reedición en formato CD
- En 2003, la copia del álbum firmada por John Lennon a Mark David Chapman horas antes del asesinato alcanzaría el valor de 525.000 dólares en una subasta.[2]